# サナック島
サナック島（アレウト語：Sanaĝax）とは、アリューシャン列島フォックス諸島を構成する一つの島である。

## 概要
1906年と1943年に難破船がサナック島周辺において発生した。

## 歴史
サナック島は、約5600年前から数千年のも間アレウト族が定住していたが、1828年にロシアとアメリカが周辺海域に棲息するラッコの狩猟場として維持するために移住され現在では、再定住されず無人島になっている。
現在では、野生化した牛などを捕るために、かつての居住者がこの島を訪れている。キング湾から約64kmの距離を約5時間かけて漁船で訪れている。
第二次世界大戦中に米軍は、この島に小さな海軍基地を運営をしていた。 

## 調査
2004年、2006年、2007年、に考古学者や生態学者の研究チームがこの島を訪問した。
アイダホ大学の研究チームは、生きている動物や植物だけでなく、海の哺乳類動物、魚類などの食用動物の残骸の両方を研究した。
遺跡内に貝や海の哺乳類動物が見つかった。